# 新巴甫利夫卡 (贝里斯拉夫区)

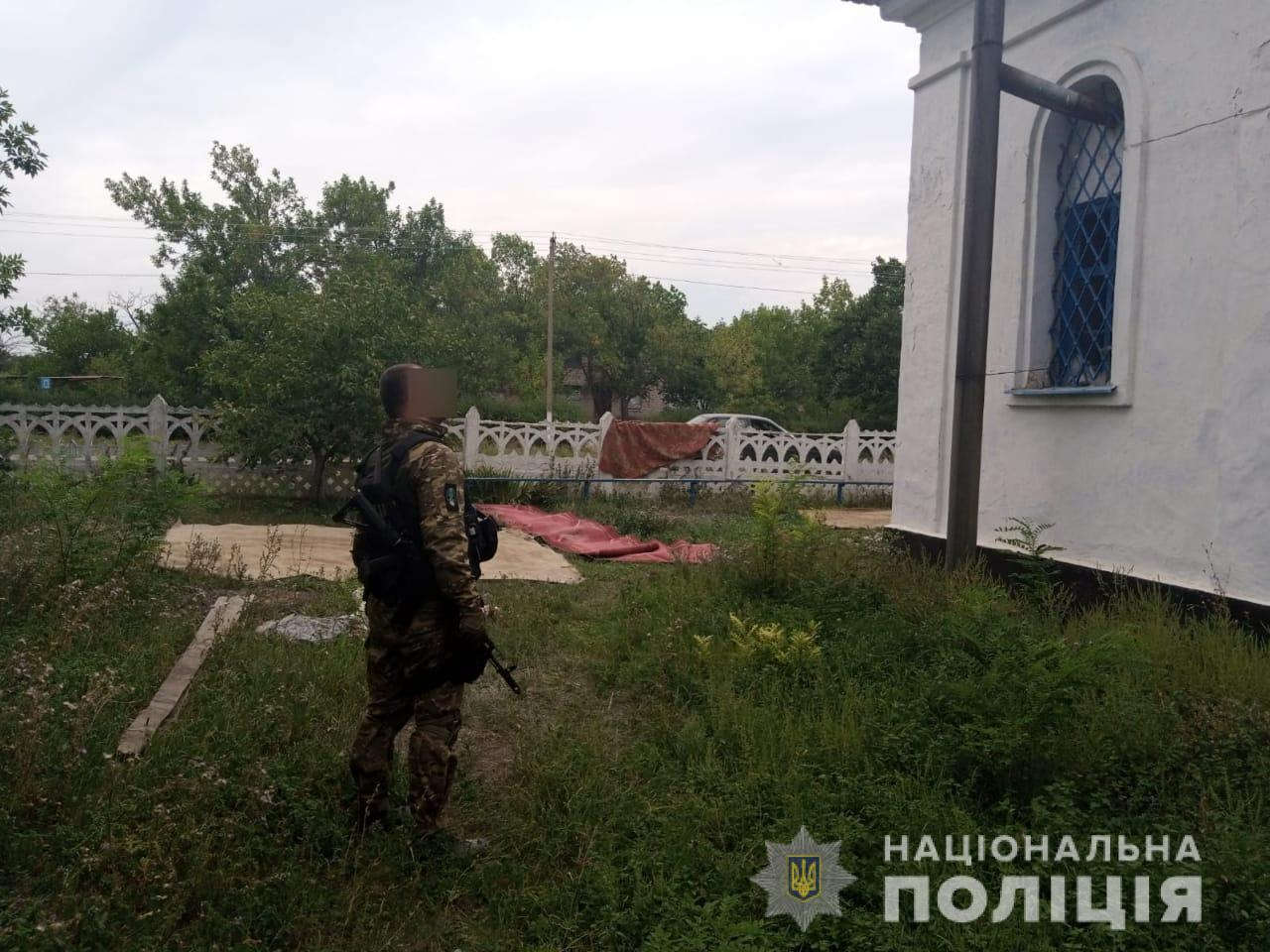
2022年9月俄罗斯炮击之后的教堂

47°22′17″N 33°8′45″E / 47.37139°N 33.14583°E
新巴甫利夫卡（烏克蘭語：Новопавлівка），是烏克蘭南部赫爾松州贝里斯拉夫区大亚历山德里夫卡市镇内的村落。始建於1842年，面積2.01平方公里，海拔高度72米，2001年人口773，人口密度每平方公里385人。